# Kornelówka (Mazovie)
Pour les articles homonymes, voir Kornelówka.
Kornelówka (prononciation : [jɛˈʑɔufka]) est un village polonais de la gmina de Pniewy dans le powiat de Grójec de la voïvodie de Mazovie dans le centre-est de la Pologne.

## Histoire
De 1975 à 1998, le village appartenait administrativement à la voïvodie de Radom.